# Carolina Bunjes-Rosenthal
Carolina (Lini) Bunjes-Rosenthal (Utrecht, 13 de febrero de 1918 – Ámsterdam, 25 de mayo de 2016) fue fotógrafa de prensa y miliciana en la guerra civil española, colaboró con la Resistencia en Holanda. Conocida como Lini Bunjes.

## Infancia y juventud
Bunjes nació en Utrecht, su madre Rebecca Jacobs, era holandesa y de una familia judía ortodoxa. Su padre, Wilhelm Rudolf Bunjes, alemán, no era judío. Había huido de Alemania tras desertar en la Primera Guerra Mundial. A muy temprana edad, con su familia, se trasladó a Berlín, allí vivieron el auge del nazismo y la subida de Hitler al poder. A los dieciséis años dejó la casa familiar para volver de nuevo a los Países Bajos. Se mudó a Ámsterdam donde vivió con su hermana mayor, Cato, una mujer con ideas políticas de izquierdas muy arraigadas y que sería de gran influencia para Bunjes. En su adolescencia se interesó por el anarquismo y el comunismo. En esta etapa conoció a Franz Lövenstein, un joven judío comunista alemán, con el que participó en diversas protestas. Fue encarcelada por la distribución de folletos comunistas y Lövenstein fue expulsado del país.Tras su liberación decidieron vivir en París. En aquella época, con la llegada masiva de judíos alemanes a Francia, solo concedían permisos de residencia temporales por lo que, cuando Bunjes contaba con dieciocho años, viajaron a España donde ambos quisieron luchar como voluntarios contra el fascismo. Veían la Guerra Civil Española como el comienzo de una guerra mundial.

"Con algo de dinero en nuestros pasaportes, conseguimos un visado en la frontera española. Era un país feudal donde la gente no tenía nada. Los campesinos trabajaban trozos de tierra, que eran propiedad de un marqués que nunca vieron.  La iglesia vino a recoger el poco dinero que tenían. El Frente del Pueblo de los partidos de izquierda ganó las elecciones en febrero del 36. La gente estaba feliz y celebraba. Pensaron que se pondrían mejor. Nosotros también lo pensamos"
Carolina Bunjes

## Durante la guerra civil española

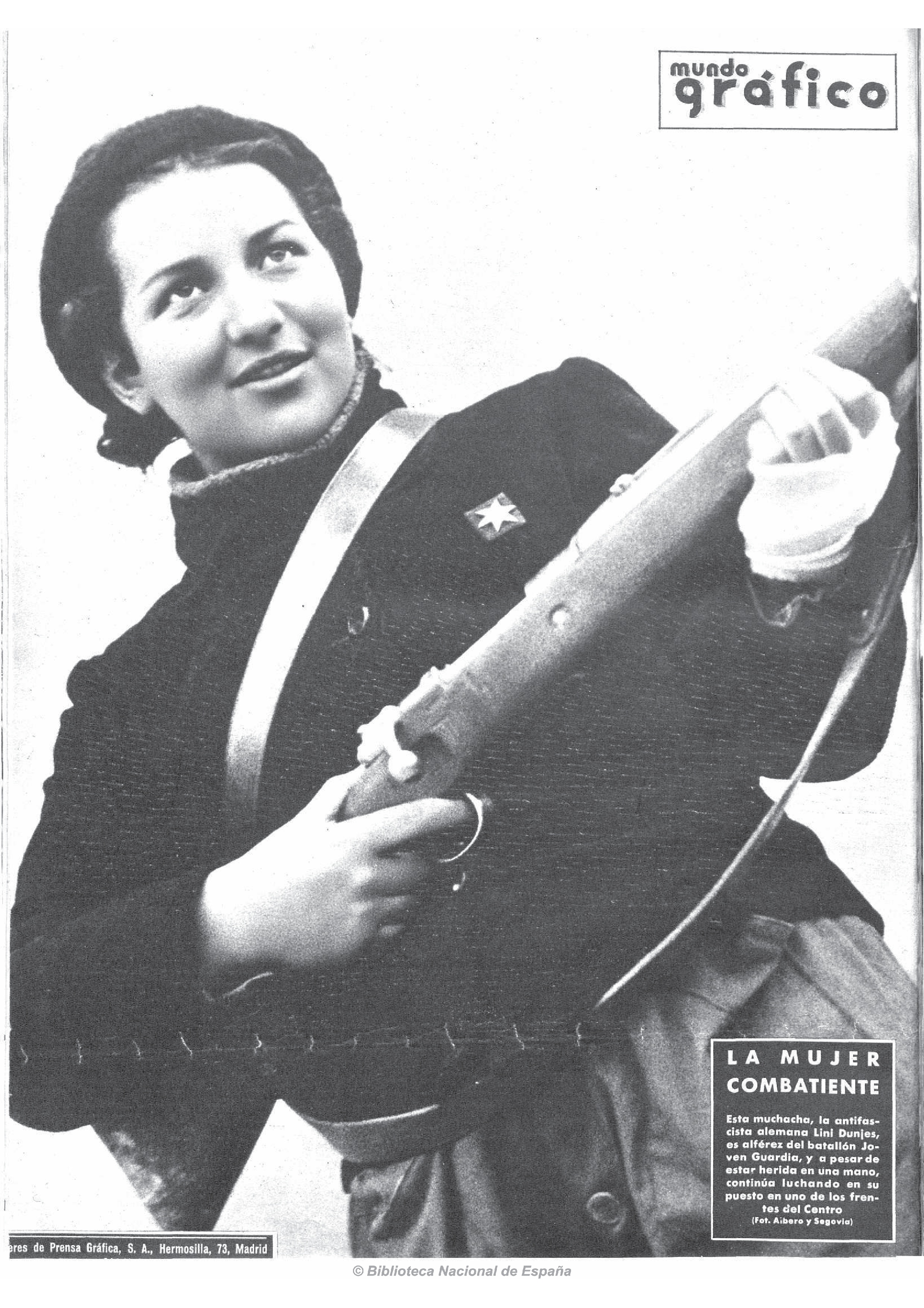
Carolina Bunjes, imagen del periódico Mundo gráfico 9/12/1936. Fuente: Hemeroteca Digital Biblioteca Nacional Licencia: CC BY-SA 4.0

A su llegada a España en el verano de 1936, estuvieron viviendo en el Raval. Para ganarse la vida repartía periódicos y realizaba fotografías para publicaciones deportivas así como retratos de la actividad portuaria. Sus trabajos se publicaron sobre todo en Última Hora y La Humanidad. Además contaron con la ayuda de Max Friedmann y Werner Hemlin que pertenecían al Servicio Extranjero del PSUC. Desde el primer momento, Franz Lövenstein se unió a la lucha, el 19 de julio participó en los enfrentamientos de las calles en Barcelona y más tarde fue uno de los combatientes del batallón alemán-Thälmann de la 11.ª Brigada Internacional. De ese batallón era la Compañía Holandesa Siete Provincias bajo el mando del Capitán Piet Laros, apodado 'Hollander Piet'. Luchó en el frente aragonés. Llegó a teniente y miembro del estado mayor de las Brigadas Internacionales en Albacete, cayó en la batalla del Ebro en 1938. Durante el verano del 36 Bunjes y Lövenstein se separaron.
Bunjes estaba registrada como fotógrafa en la sede del Partido Comunista y trabajaba para los diarios Juventud y Ahora: Diario Gráfico. En septiembre del 36, ya en Madrid, cubrió una manifestación de las Brigadas Internacionales. Muchas de las imágenes que hacía se las enviaba a su hermana Cato, a la oficina de las Brigadas Internacionales de París, y ella se encargaba de la distribución. Pero estos negativos no se han encontrado. En noviembre de 1936, durante el asedio a la capital, participó en la defensa de Madrid contra las tropas marroquíes de Franco. Allí conoció y se casó con Antonio Blas García, un comandante español del ejército republicano. Lini, como la llamaban, tenía el cargo de alférez en el batallón Joven Guardia. En el mes de diciembre, en el frente de Navalcarnero, fue herida en una mano. Aparece una imagen suya con la mano vendada en distintas publicaciones de la época. Una de las imágenes que circularon fue tomada por Hans Gutmann, que firmaba como Juan Guzmán, autor de otras muchas imágenes icónicas como la de María Ginestá. En el número del nueve diciembre de 1936 del periódico Mundo Grafico, con una imagen tomada por Aibero y Segovia, es descrita así:

"Esta muchacha, la antifascista alemana Lini Bunjes es alférez del batallón Joven Guardia, y a pesar de estar herida en una mano, continua luchando en su puesto en uno de los frentes del centro"
Mundo Gráfico 9/12/1936

Participó en la batalla del Jarama y formó parte de la 5.ª Brigada Republicana Española como fotógrafa del ejército. Se relacionó con La Pasionaria tras una visita que esta hizo al frente del Jarama. Cuenta Bunjes que le propuso irse con ella a Moscú cuando todo estaba perdido pero no aceptó la oferta. La prensa internacional se reunía en el Hotel Plaza de Madrid, allí conoció a Hemingway y a André Gide.
Sospechosa de espía alemana, el Servicio de Información Militar (SIM) la investigó durante dos semanas resolviendo que no habían encontrado nada sospechoso y detuvio la investigación, pero se decidió enviarla lejos del frente, a Valencia, para seguir indagando sobre su pasado. La seguían considerando peligrosa por el hecho de ser mujer argumentando: "Puede seducir a nuestros compañeros, es joven y bonita, tiene una gran inteligencia y conoce nuestro idioma". En Valencia fue encarcelada, por orden de la Dirección General de Seguridad, el 19 de diciembre de 1937, como supuesta espía. A finales de enero de 1938 la trasladaron al Hospital Provincial porque tenía un embarazo de riesgo. Se declaró soltera y de nacionalidad alemana. Allí estuvo hospitalizada dos meses para después volver a ser encarcelada en Madrid, donde estuvo con un grupo de personas sospechosas de ser de derechas. Lini perdió el bebe. Blas, su compañero pidió al Partido Comunista que la liberaran. Fue Franz Lövenstein el que finalmente intercedió por ella en la oficina del PCE de Madrid declarando que como miembro de la Juventud Comunista de Holanda ya era antifascista. Propusieron devolverle el carnet de afiliada pero Bunjes lo rechazó.
Viajó a Extremadura porque Antonio Blas estaba destinado allí. En julio de 1938 fue capturado en Campanario (Badajoz) donde intentaban romper el cerco a la localidad. Nunca más supo de su paradero ni hay registro de su muerte, la última pista fue que entró en el campo de concentración de Logrosan. Bunjes volvía a estar embarazada y tuvo a su hijo Antonio en Madrid. Poco después volvió cerca del frente extremeño, a Herrera del Duque, lugar que aún estaba en manos de la República y donde había vivido con su compañero. En enero de 1939 la zona cayó en manos del ejército franquista. Bunjes fue reconocida como fotógrafa y denunciada a las nuevas autoridades. De nuevo fue encarcelada y pasó un periodo de prisión en prisión, en un primer momento el cónsul holandés intercedió por su liberación y le envió papeles y dinero para que volviera a su país lo antes posible. Bunjes salió primero hacia Madrid donde pasaría unos meses con su suegra, más tarde fue a Barcelona para desde allí iniciar la vuelta a Holanda con su hijo. Entró en contacto con un abogado judío que ayudaba a pasar la frontera por los Pirineos. No tuvo suerte y fue detenida y encarcelada en Figueras. En enero de 1941 fue puesta en libertad. Por mediación del cónsul alemán en Barcelona, consiguió la documentación y dinero para salir de España con su hijo, que ya tenía tres años.

## La Resistencia en Países Bajos
A su llegada a los Países Bajos, en 1941, Bunjes se fue a vivir con su madre a Scheveningen.Tenía contactos y pronto se unió a la Resistencia. Tanto su madre judía como ella sobrevivieron a la Segunda Guerra Mundial porque se negaron a registrarse como judías y no acudieron al llamado del Consejo Judío, muchos de los que acudieron a este llamado acabaron en campos de concentración. Su papel en la Resistencia consistió en proporcionar escondite a niños judíos y personas que huían de los nazis. Entre otros ayudó a su amigo el fotógrafo Pim van Os. En 1944 fue arrestada por la Gestapo y llevada a Euterpestraat de Ámsterdam, la sede de la policía alemana, durante los interrogatorios le preguntaron sobre su actuación en la guerra civil española. Al final no encontraron nada incriminatorio y la soltaron. Tras este suceso decidió esconderse y un granjero le ofreció un trabajo en Frisia. Comenzó de nuevo a colaborar escondiendo y ayudando a escapar a judíos y perseguidos por los nazis, esta granja también sirvió para esconder armas de la Binnenlandse Strijdkrachten: Internal of Domestic Fighting Force, una organización fundada en septiembre de 1944 que agrupaba grupos resistentes al régimen nazi. De la familia de Bunjes treinta y seis miembros no regresaron de los campos de concentración.

## Tras la Segunda Guerra Mundial
Una vez terminada la guerra, Bunjes se instaló en Ámsterdam. En febrero de 1947 se casó con Edouard Rosenthal, director de De Bijenkorf, unos grandes almacenes, que había pasado dos años en el campo Bergen-Belsen y sobrevivió a Auschwitz. Él también tenía un hijo. Este matrimonio le devolvió la nacionalidad holandesa. En 1949 tuvo a su segunda hija, Katrin. Poco después se mudaron a Luxemburgo, donde vivía la familia de la primera mujer de Rosenthal. Allí viviría hasta la muerte de su marido en 1957. Conoció a un italiano que también había luchado con las Brigadas iInternacionales, Carlo Alviso, con el que viajó al norte de Italia tras vender el negocio que tenía en Luxemburgo. Abrió un hotel en Sestri Levante un pueblo de la Riviera italiana. El hotel se llamaba Mimosa, quizás en recuerdo del hotel de Madrid donde vivió con Antonio Blas o en homenaje a la anarquista Georgette Kokoczynski, alias Mimosa, muerta en el frente de Aragón. Cuando ya tenía setenta años decidió convertir el hotel en pequeños apartamentos y volver a Ámsterdam para vivir en un piso de servicios sociales y con una pensión concedida por su pertenencia a la Resistencia. Los veranos los pasaba en Pontassieve, un pueblo cercano a Florencia, para estar cerca de sus hijos. En 2008 Bunjes volvió a España, a un pequeño pueblo de Mallorca, percibió el interés de muchos jóvenes por saber que pasó durante la guerra civil: "Hay un campo de fútbol en Mallorca donde los ancianos saben que hay republicanos asesinados debajo. Los jóvenes exigen la excavación para poder enterrar los restos mortales adecuadamente."

"Hay un campo de fútbol en Mallorca donde los ancianos saben que hay republicanos asesinados debajo. Los jóvenes exigen la excavación para poder enterrar los restos mortales adecuadamente."
Carolina Bunjes

Murió el 25 de mayo de 2016, a los 98 años.